# Lymfom

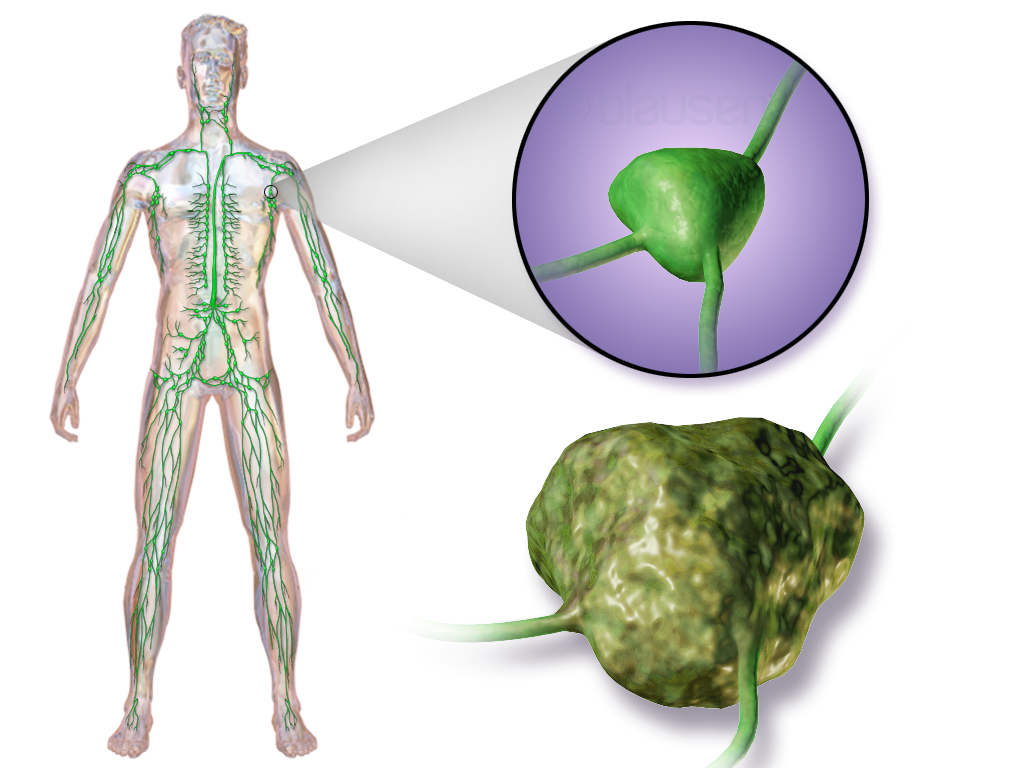
příklad lymfomu

Lymfomy jsou zhoubné nádory mízních uzlin a lymfatické tkáně v okolí sleziny, jater, střev a velkých krevních cév.

## Příčiny a příznaky
Příčina není dosud zcela známá, avšak klade se do souvislosti se vznikem choroby přítomnost EBV, HIV a jiných retrovirů. Hlavním příznakem je dlouhotrvající zvětšení mízních uzlin na krku, v podpaždí či tříslech, které jsou nebolestivé a napohmat tuhé. Toto zvětšení bývá často jediným příznakem. Mezi další příznaky pak patří únava, hubnutí, jinak nevysvětlitelná horečka zvláštního charakteru: má typické večerní vzestupy, přičemž se období horeček střídají s obdobími zcela normální teploty, které mohou trvat několik dnů, ale i týdnů. Tomuto druhu horečky se říká Paulova-Ebsteinova. Dále se může vyskytnout svědění kůže a tupá bolest ve zvětšených uzlinách, která se objevuje několik minut po vypití alkoholu. V pozdějších fázích nemoci se objevují abnormality v krvi, ponejvíce anémie (chudokrevnost),
dále lymfocyty T, mění se jejich vzhled.

## Diagnostika
Diagnostika je prováděna pomocí biopsie.

## Léčba
Léčí se především ozařováním a podáváním cytostatických léků. Využívá se také autologní transplantace krvetvorných kmenových buněk z kostní dřeně nebo pupečníkové krve. Hodgkinův lymfom je v dnešní době léčitelný, nehodgkinský lymfom je závažnější, ovšem i u něj je vyléčení možné.